# أندرو رودريغيز (لاعب كرة قدم أمريكية)
أندرو رودريغيز (بالإنجليزية: Andrew Rodriguez)‏ هو لاعب كرة قدم أمريكية أمريكي، ولد في 12 مايو 1990.